# Halloween 5
Halloween 5 nebo také Halloween 5: Pomsta Michaela Myerse je americký filmový horor z roku 1989, který je v pořadí 5. dílem v sérii Halloween režírovaný Dominiquem Othenin-Girardem.

## Děj
Poté, co policie masového vraha Michaela Myerse zlikvidovala, se zdálo, že bude vše v pořádku. Ale Jamie, Michaelova neteř, oněměla a to zdaleka není vše. Je ke svému zabijáckému strýcovi telekineticky poutána a cítí, že Michael stále žije. A skutečně.
Ten se pořád nevzdává a jde za jasným cílem. Jedinou překážkou je jeho věčný nepřítel Dr. Samuel Loomis, který ví, že Jamie je nadále v nebezpečí. Proto se rozhodne čekat na Michaela v jeho domě obklíčeném policií.